# Arco Rock Master 2017
Arco Rock Master 2017 byl jednatřicátý ročník prestižních mezinárodních závodů ve sportovním lezení, probíhal ve dnech 24.-27. srpna v rámci horolezeckého festivalu v italském městě Arco.

## Organizace
V rámci lezeckého festivalu proběhly závody světového poháru v lezení na obtížnost a rychlost, v těchto disciplínách se tedy klasický Rock Master nesoutěžil. V tomto roce se tedy utkali nejlepší lezci pouze v boulderingu a v duelu (v lezení na obtížnost ve dvojicích na čas).

## Průběh závodů
V boulderingu se závodilo systémem KO. V boulderingu i v duelu získali domácí závodníci mezi muži stříbrnou medaili.

### Česká stopa
Adam Ondra zvítězil v duelu.

### Program
sobota
neděle

### Obtížnost a Rychlost (SP 2017)
| Obtížnost | Obtížnost | Rychlost | Rychlost |
| muži      | ženy      | muži     | ženy     |
| --------- | --------- | -------- | -------- |
| 1.        | 1.        | 1.       | 1.       |
| 2.        | 2.        | 2.       | 2.       |
| 3.        | 3.        | 3.       | 3.       |
|           |           |          |          |
| 4.        | 4.        | 4.       | 4.       |
| 5.        | 5.        | 5.       | 5.       |
| 6.        | 6.        | 6.       | 6.       |
| 7.        | 7.        | 7.       | 7.       |
| 8.        | 8.        | 8.       | 8.       |
|           |           |          |          |
| .         | .         | .        | —        |
| .         | .         | .        | —        |
|           |           |          |          |

### Duel a Bouldering
| Duel                 | Duel                     | Bouldering            | Bouldering       |
| muži                 | ženy                     | muži                  | ženy             |
| -------------------- | ------------------------ | --------------------- | ---------------- |
| 1. Adam Ondra        | 1. Julia Chanourdie      | 1. Čon Džong-won      | 1. Alex Puccio   |
| 2. Marcello Bombardi | 2. Janja Garnbret        | 2. Gabriele Moroni    | 2. Staša Gejo    |
| 3. Jakob Schubert    | 3. Molly Thompson- Smith | 3. Alexej Rubcov      | 3. Katja Kadič   |
|                      |                          |                       |                  |
| 4. Keiičiró Korenaga | 4. Anak Verhoeven        | 4. Jan Hojer          | 4. Anna Stöhr    |
| 5. Stefano Ghisolfi  | 5. Anne-Sophie Koller    | 5. Keita Watabe       | 5. Aja Onoe      |
| 6. Hannes Puman      | 6. Mathilde Becerra      | 6. Michael Piccolruaz | 6. Giorgia Tesio |
| 7. Jošijuki Ogata    | 7. Kim Ča-in             | 7. Jernej Kruder      | —                |
| 8. Thomas Joannes    | 8. Ašima Širaiši         | —                     | —                |
| 9. Alexander Megos   | 9. Tina Johnsen Hafsaas  | —                     | —                |
| 10. Max Rudigier     | 10. Laura Rogora         | —                     | —                |
| 10                   | 10                       | 7                     | 6                |